# Oud Groevenbeek
Oud Groevenbeek is een landgoed, gelegen tussen de Gelderse plaatsen Ermelo en Putten. Het ontleent zijn naam aan een spreng, die op het landgoed ontspringt. Op het 224 hectare grote landgoed van de Vereniging Natuurmonumenten staan een landhuis in art-nouveaustijl uit 1907, een boerderij (1870), een tuinmanswoning (1905), een wijngaard, een eigen watertoren en diverse bijgebouwen. De villa Oud Groevenbeek is ontworpen door architecten L.A. van Essen en J. van Zeggeren uit Harderwijk.
De watertoren werd gebouwd in 1912 op een kunstmatige heuvel. Hij is in 1950 buiten gebruik gesteld en in 1994 gerestaureerd. De kelders van de toren huisvesten sinds 1998 verschillende soorten vleermuizen.
De tuinen van het landhuis gaan over in bossen waar vaak beuken, en soms eiken, dennen, en lariksen overheersen. Ook zijn er hakhoutpercelen en landbouwgronden. Qua fauna vindt men er onder meer reeën, wilde zwijnen, vossen, dassen, groene specht, zwarte specht, middelste bonte specht en de ijsvogel.
Op Oud Groevenbeek ligt een netwerk van paden waarmee men langs het landhuis, de Volenbeek, de sprengkop en de grafheuvels op de Groevenbeekse heide kan wandelen. Het Groevenbeekpad heeft faciliteiten voor visueel gehandicapten en is ook toegankelijk voor mensen in een rolstoel.

## Foto's

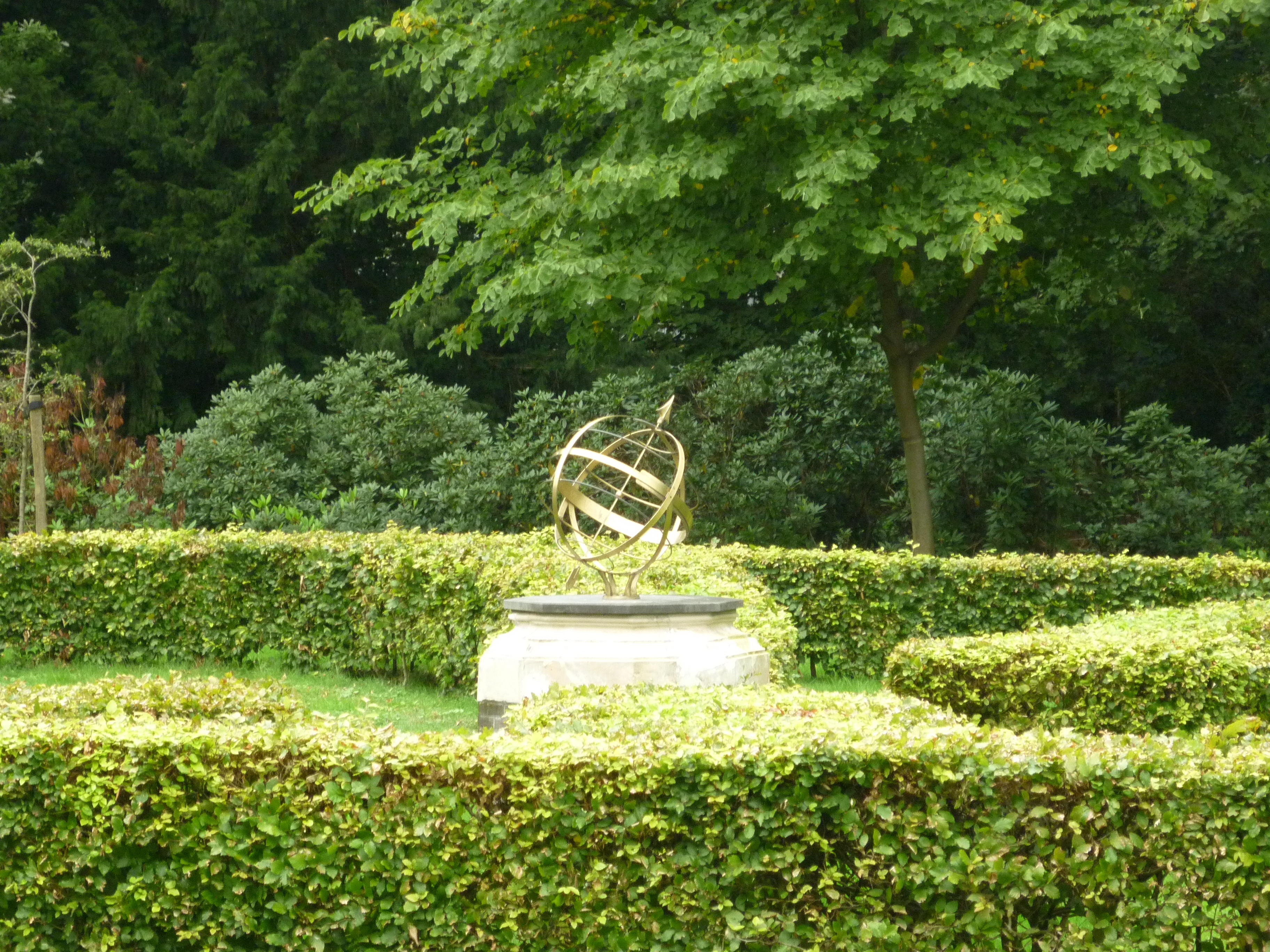
Zonnewijzer
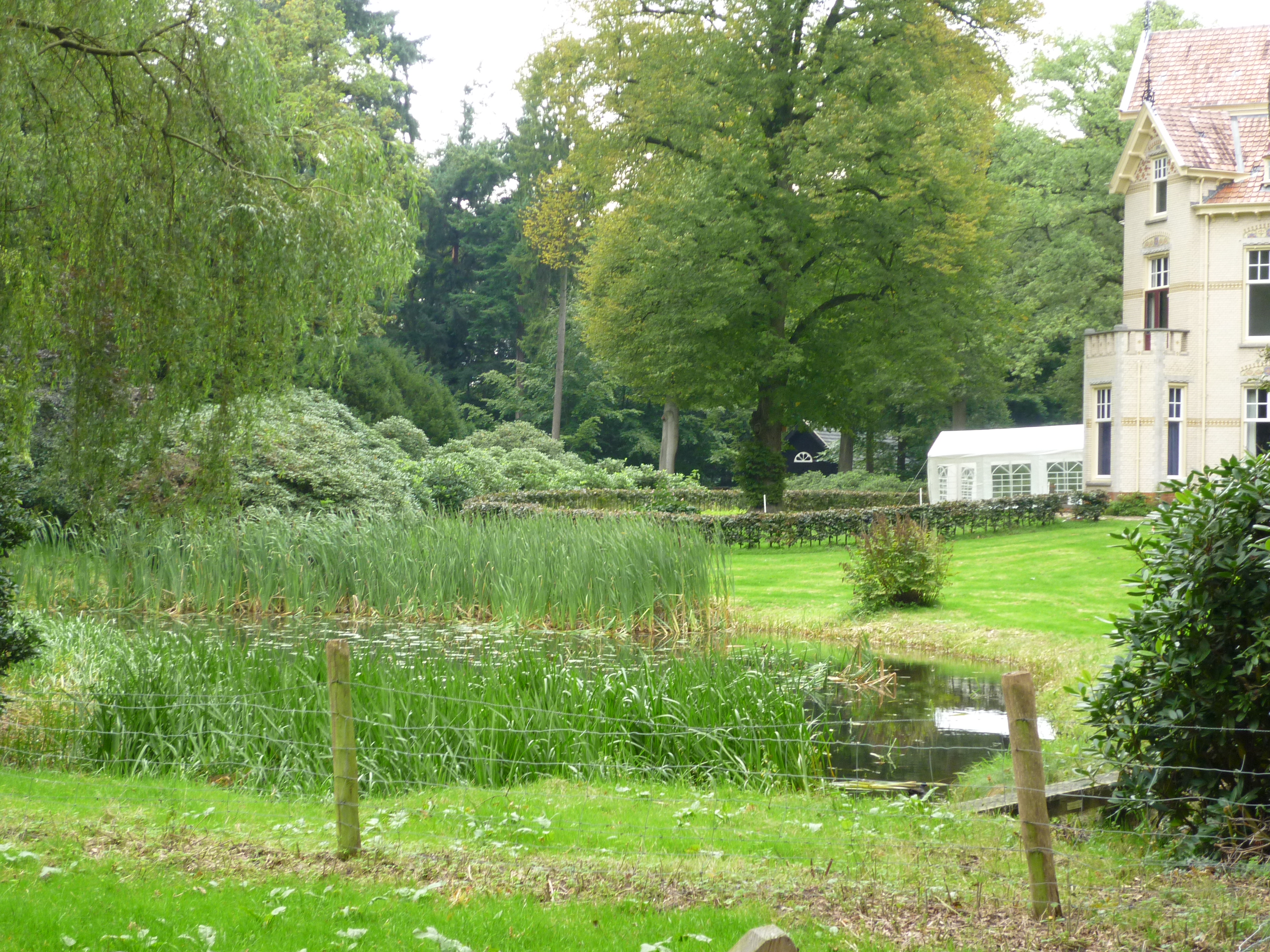
Landhuis vanaf de vijver
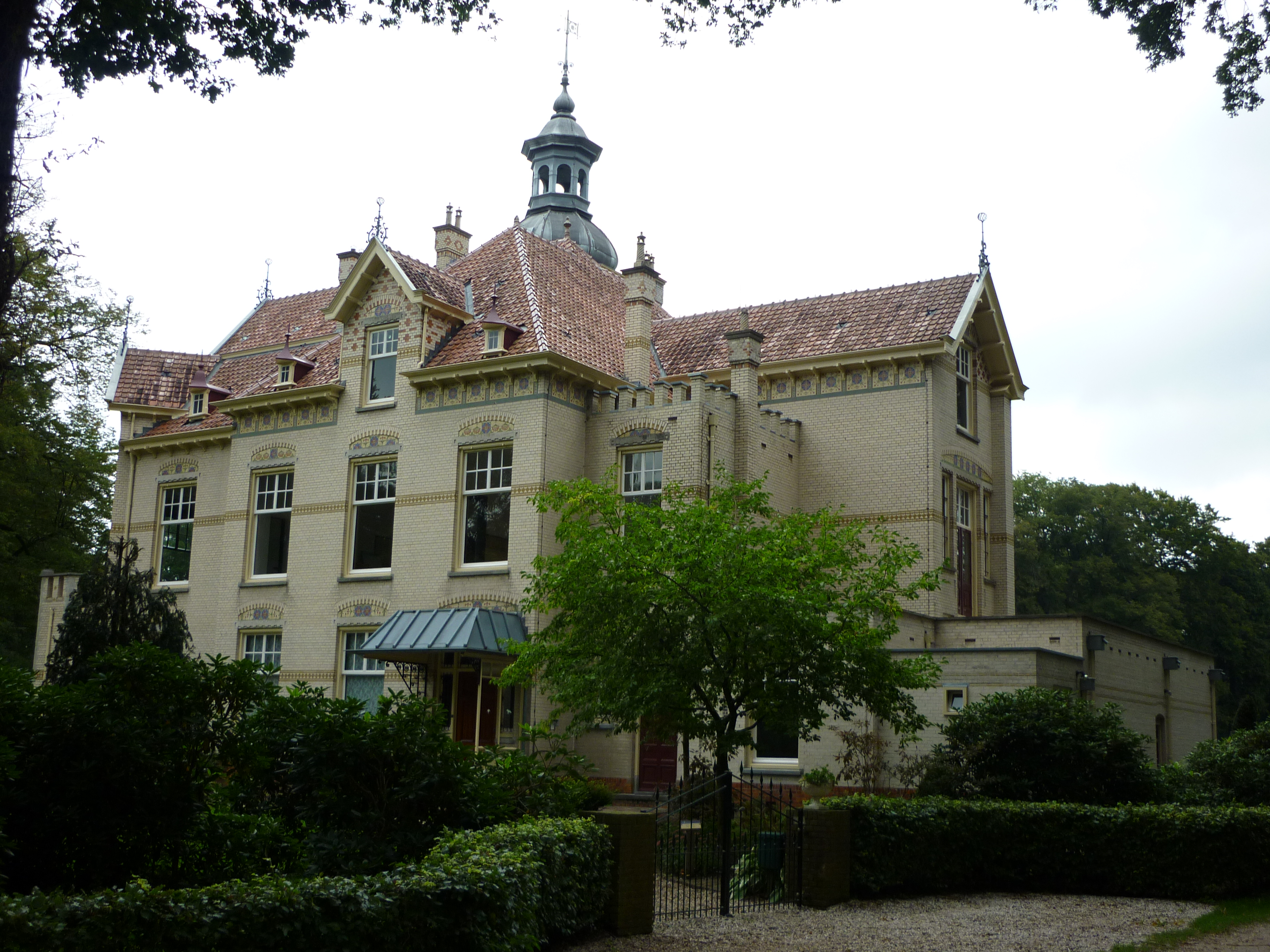
Landhuis ingang
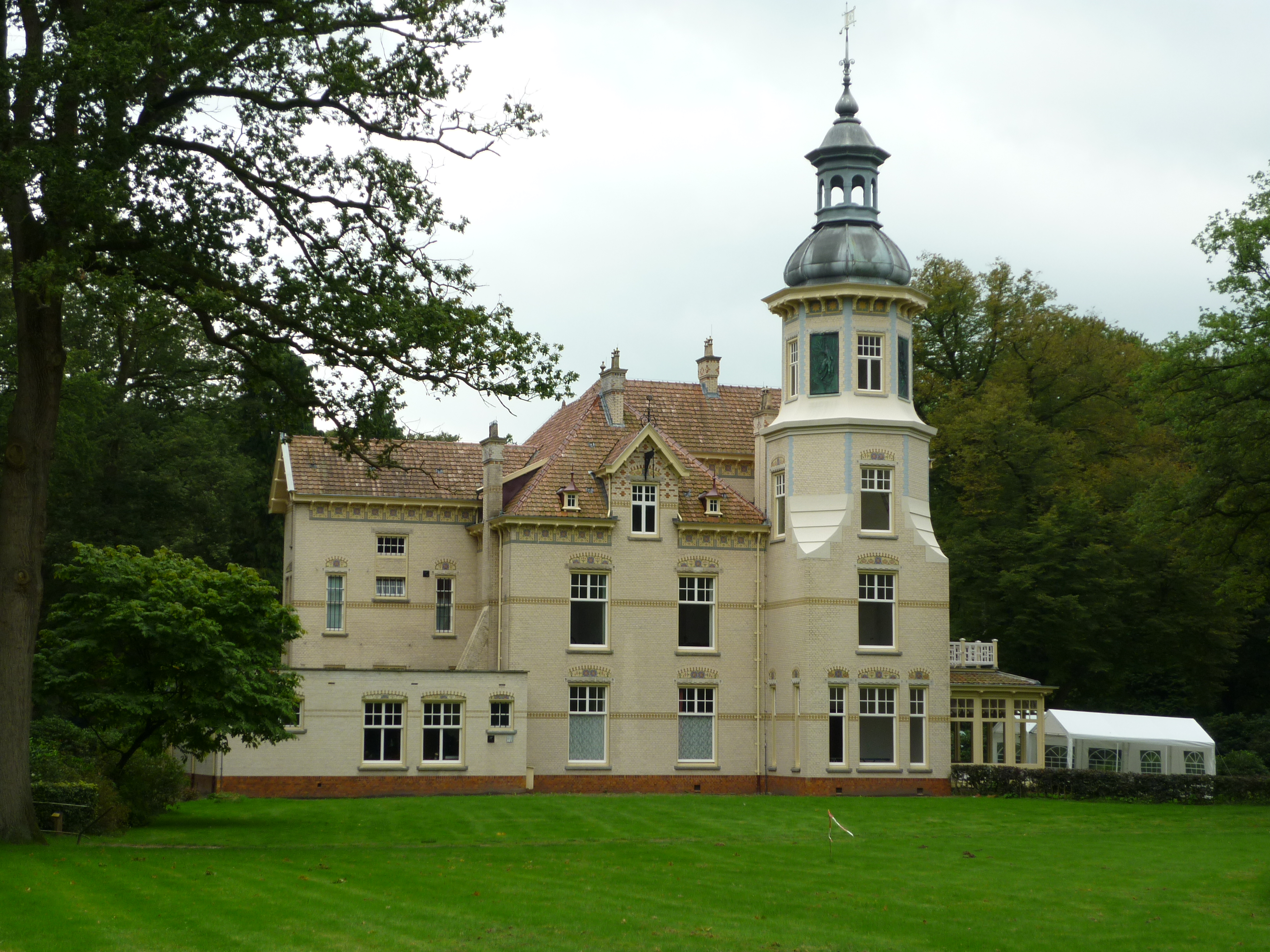
Landhuis tuinzijde
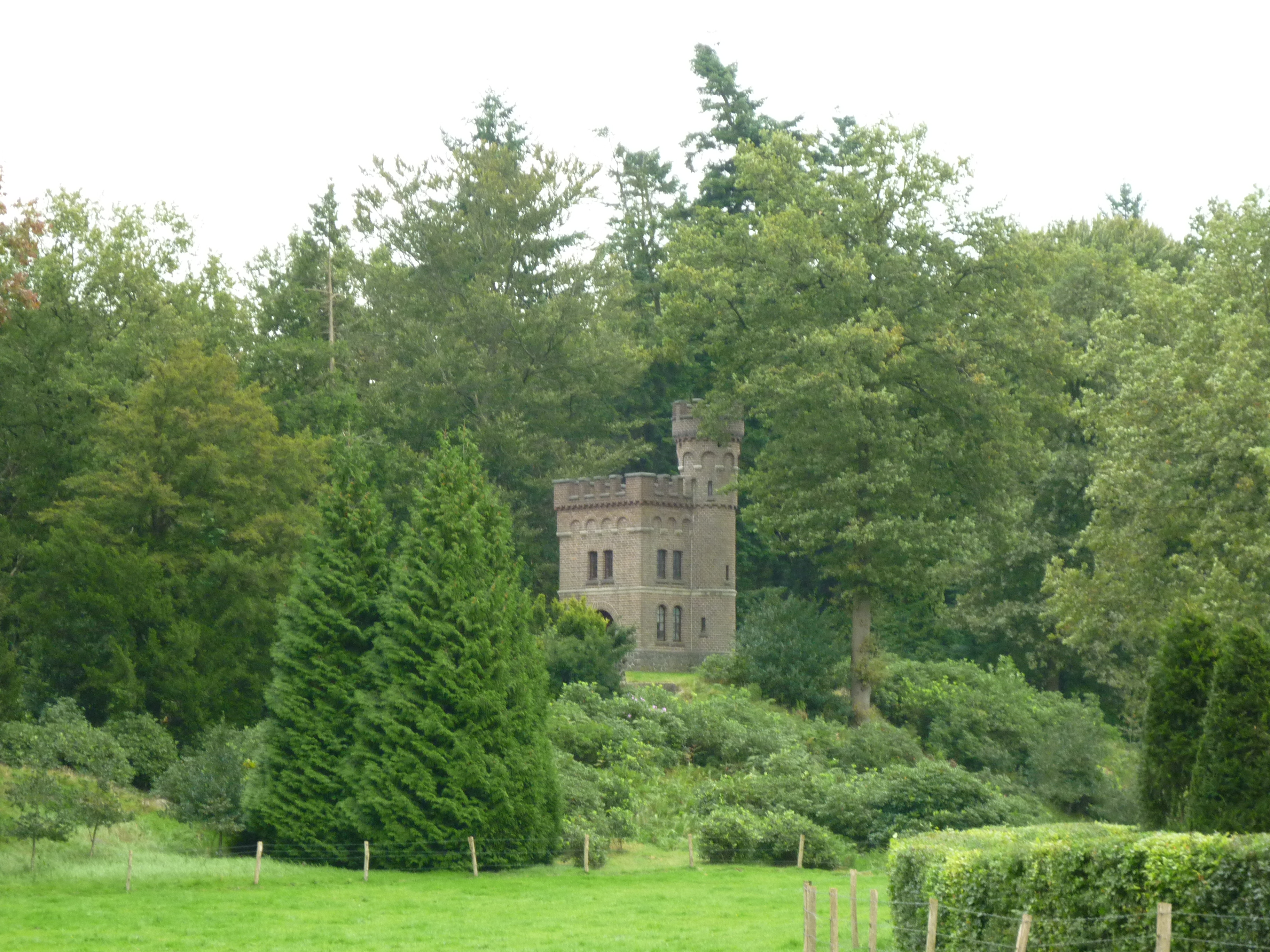
Watertoren
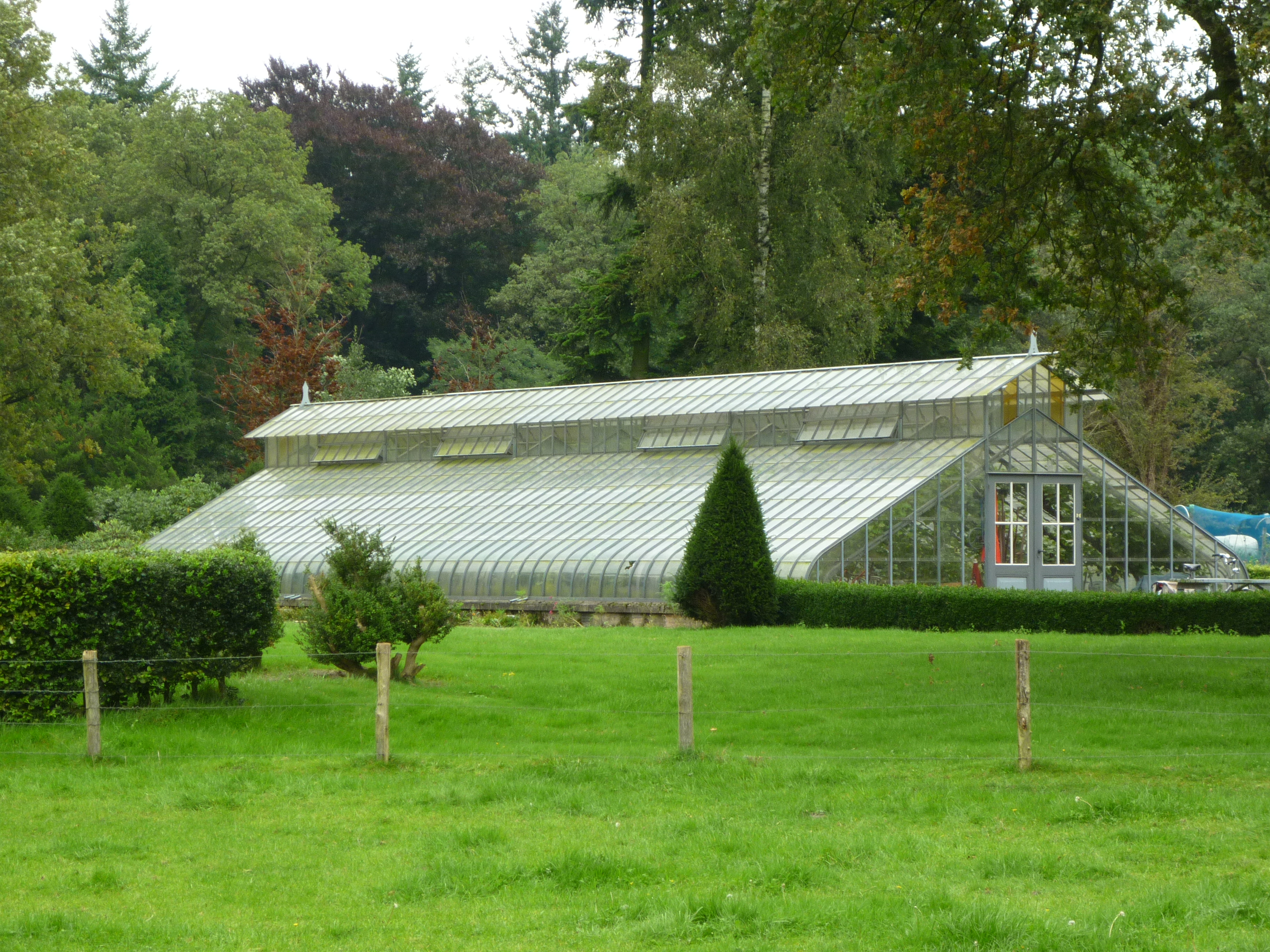
Gerestaureerde kas
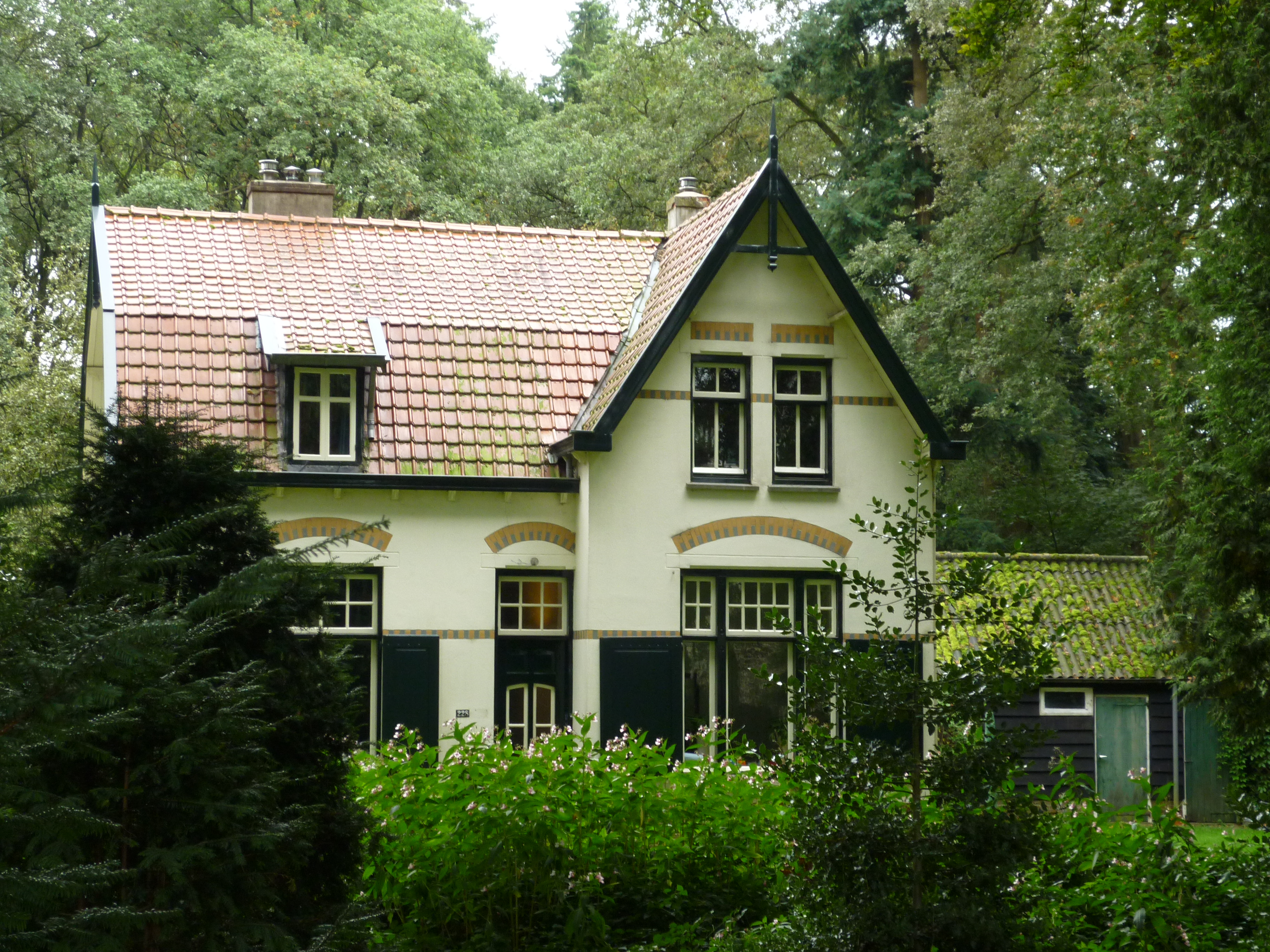
Tuinmanswoning
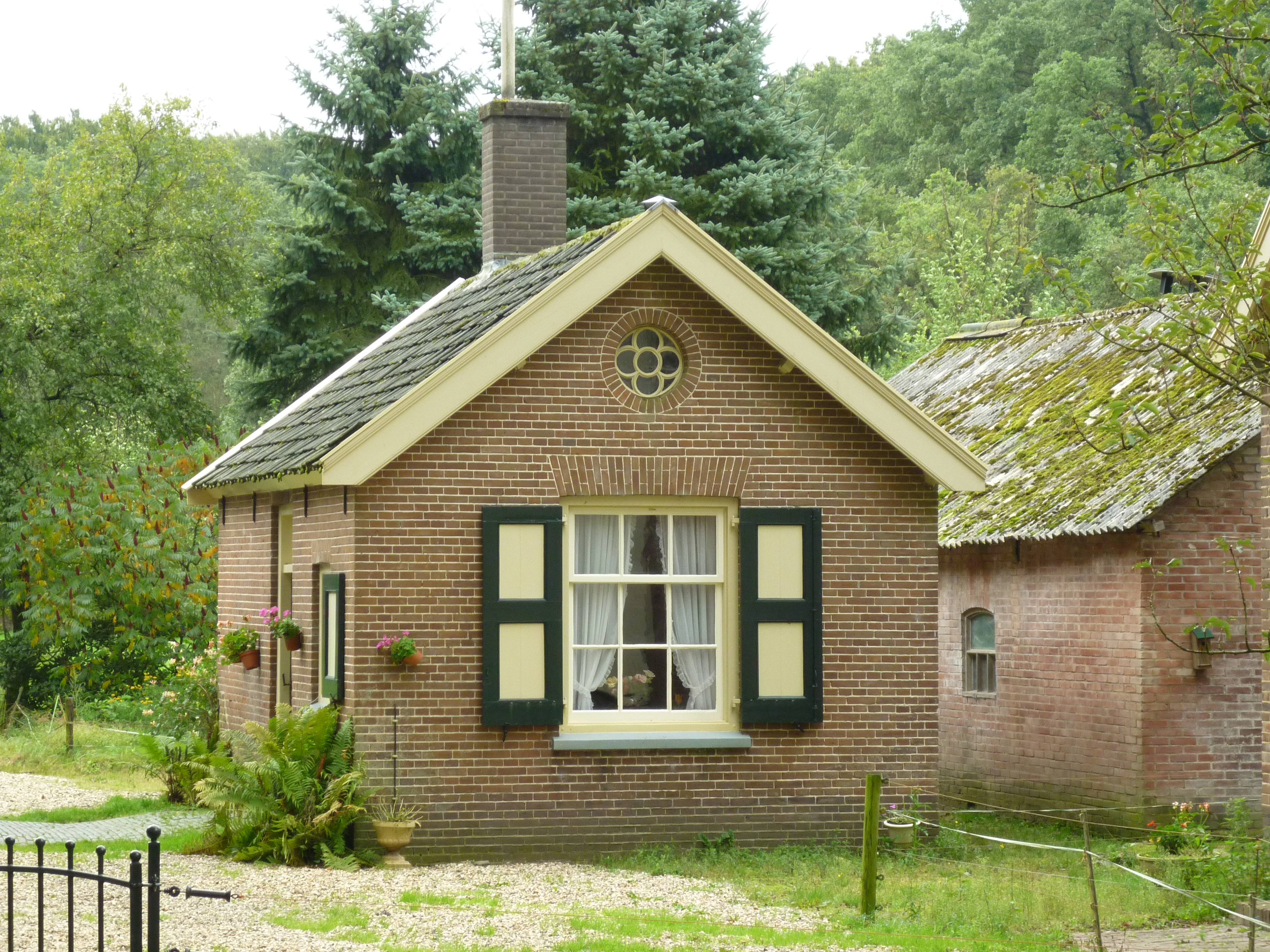
Bakhuus
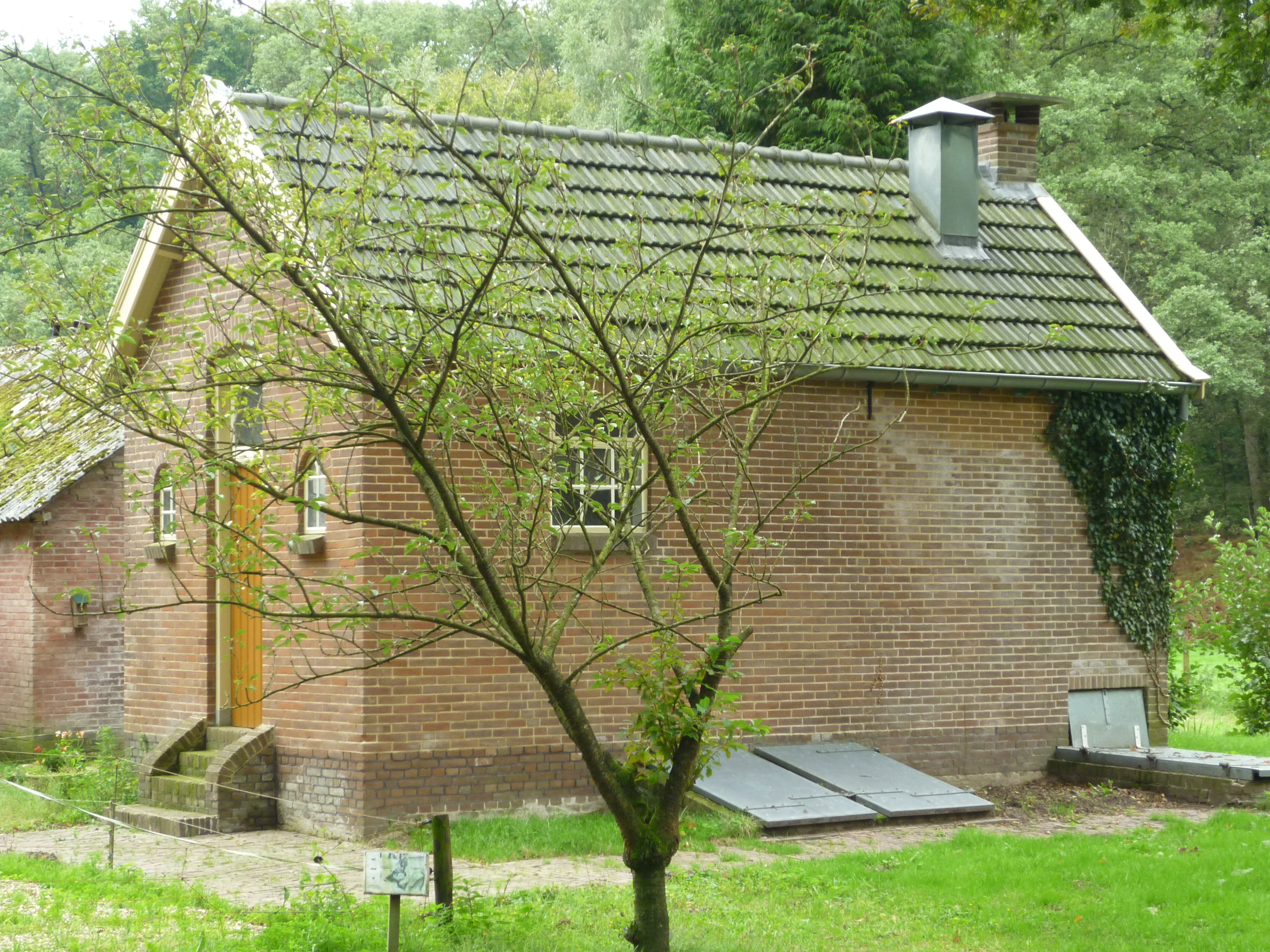
Washok
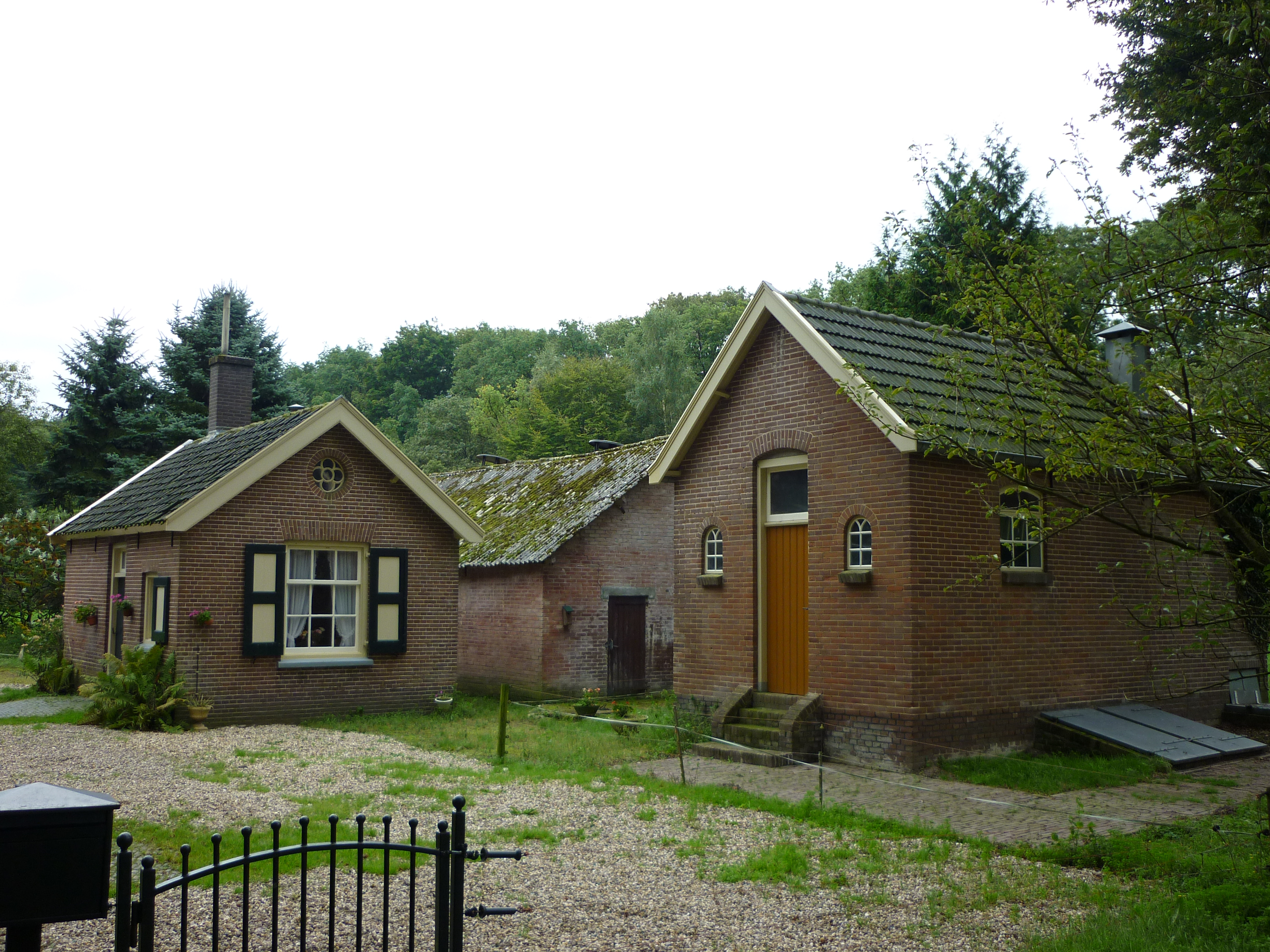
Bakhuus en washok
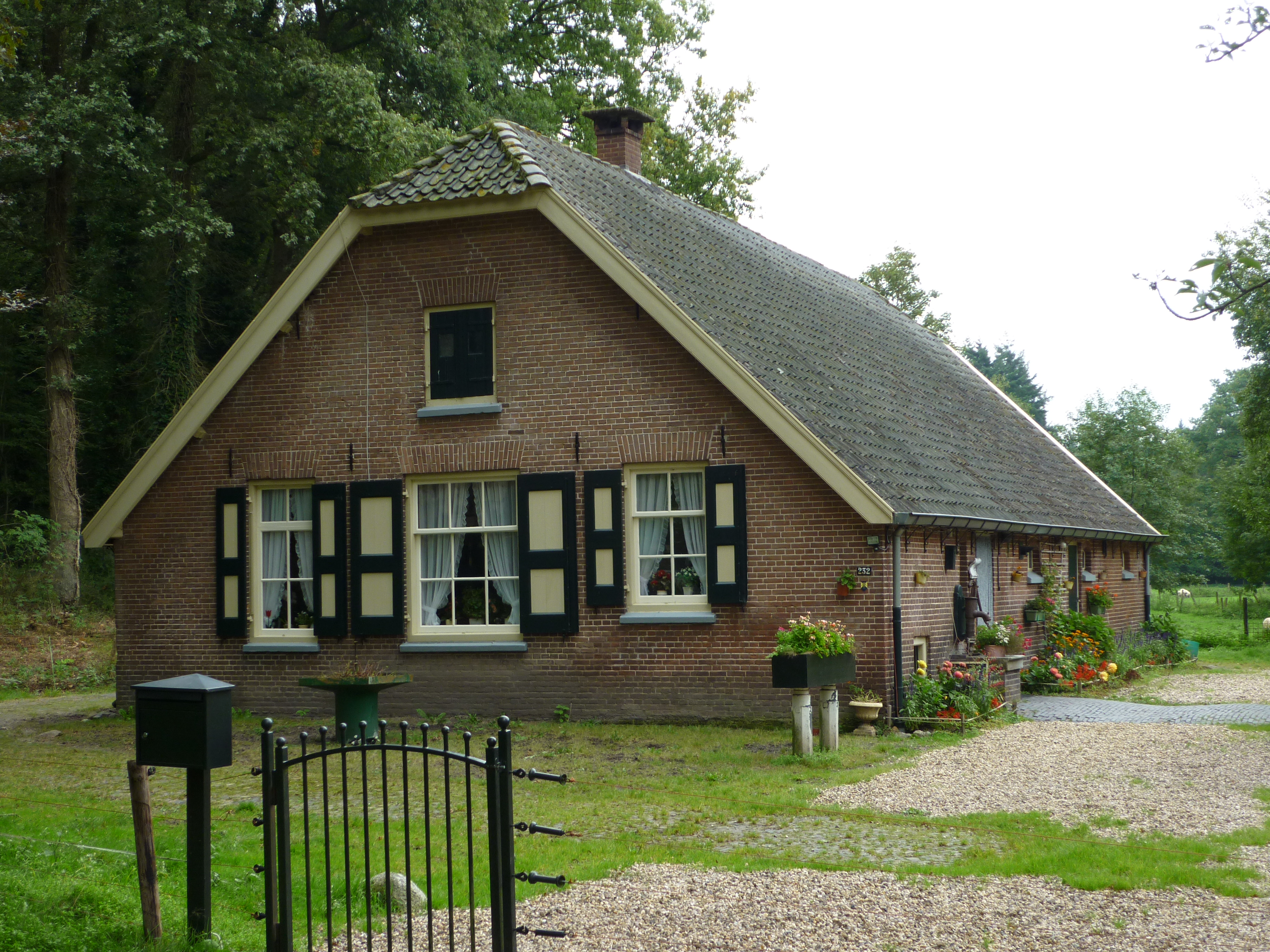
Boerderij
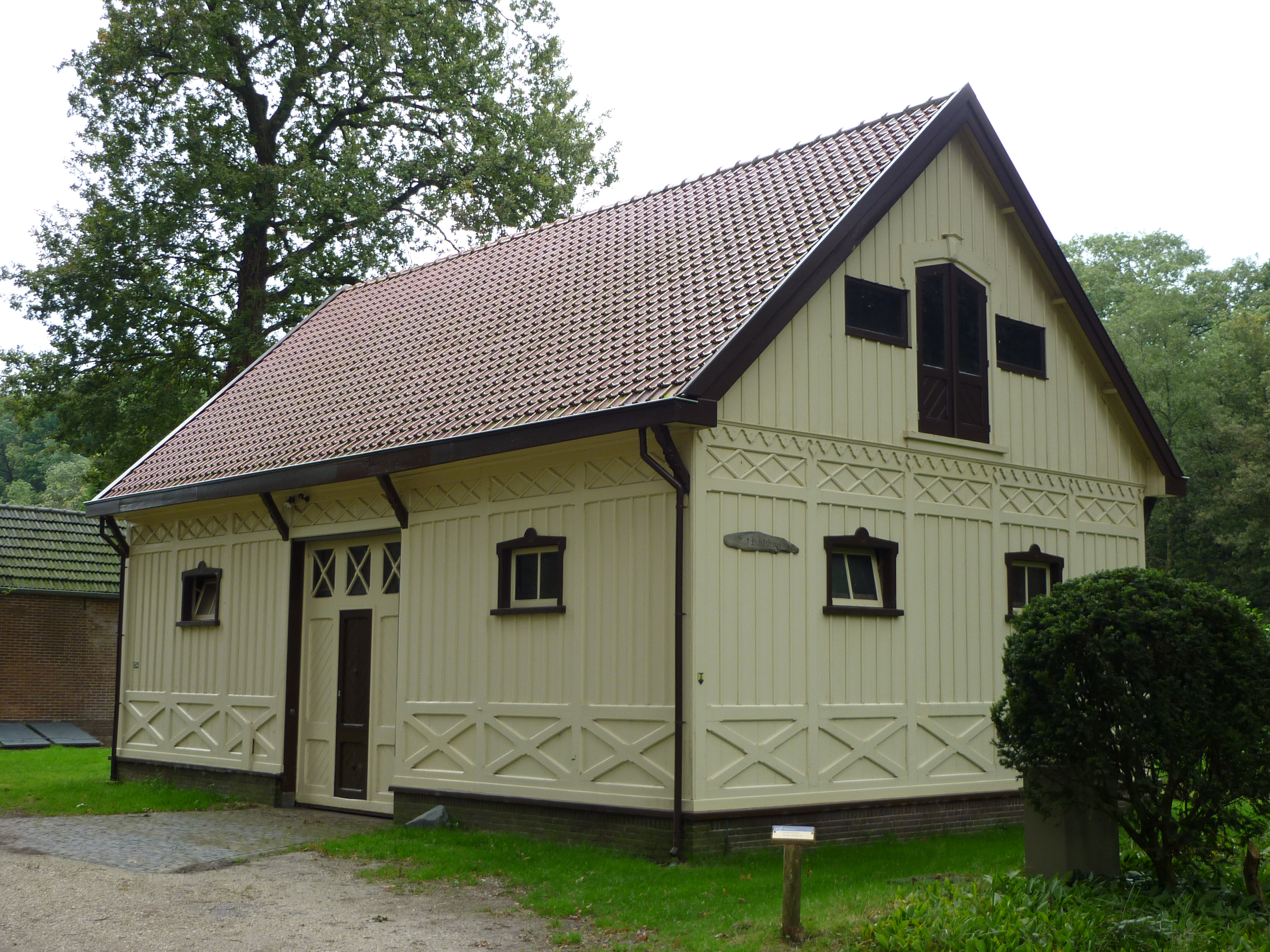
Koetshuus

Dorpen: Ermelo

Buurtschappen: De Beek · Drie · Horst · Houtdorp · Leuvenum · Nieuw Groevenbeek · Oud Groevenbeek · Speuld · Staverden · Telgt · Tonsel

Gelderland: Steden en dorpen in Gelderland      Nederland: Provincies · Gemeenten